# Siamo noi (singolo)
Siamo noi è un singolo dei cantanti italiani Oliver Green e Olly, del produttore discografico italiano Jvli e del rapper italiano Axos, pubblicato il 24 giugno 2022.

## Descrizione
Il brano, scritto dagli stessi Olly e Axos con Federico Ceron, è prodotto da Julien Boverod, in arte Jvli.

## Video musicale
Il video musicale, diretto da Mattia Di Tella, è stato pubblicato in concomitanza all'uscita del brano attraverso il canale YouTube della Iskido Gang.

## Tracce
Testi di Federico Olivieri, Andrea Molteni e Federico Ceron, musiche di Julien Boverod.
1. Siamo noi – 2:32